# Gnieźnieński Klub Literacki

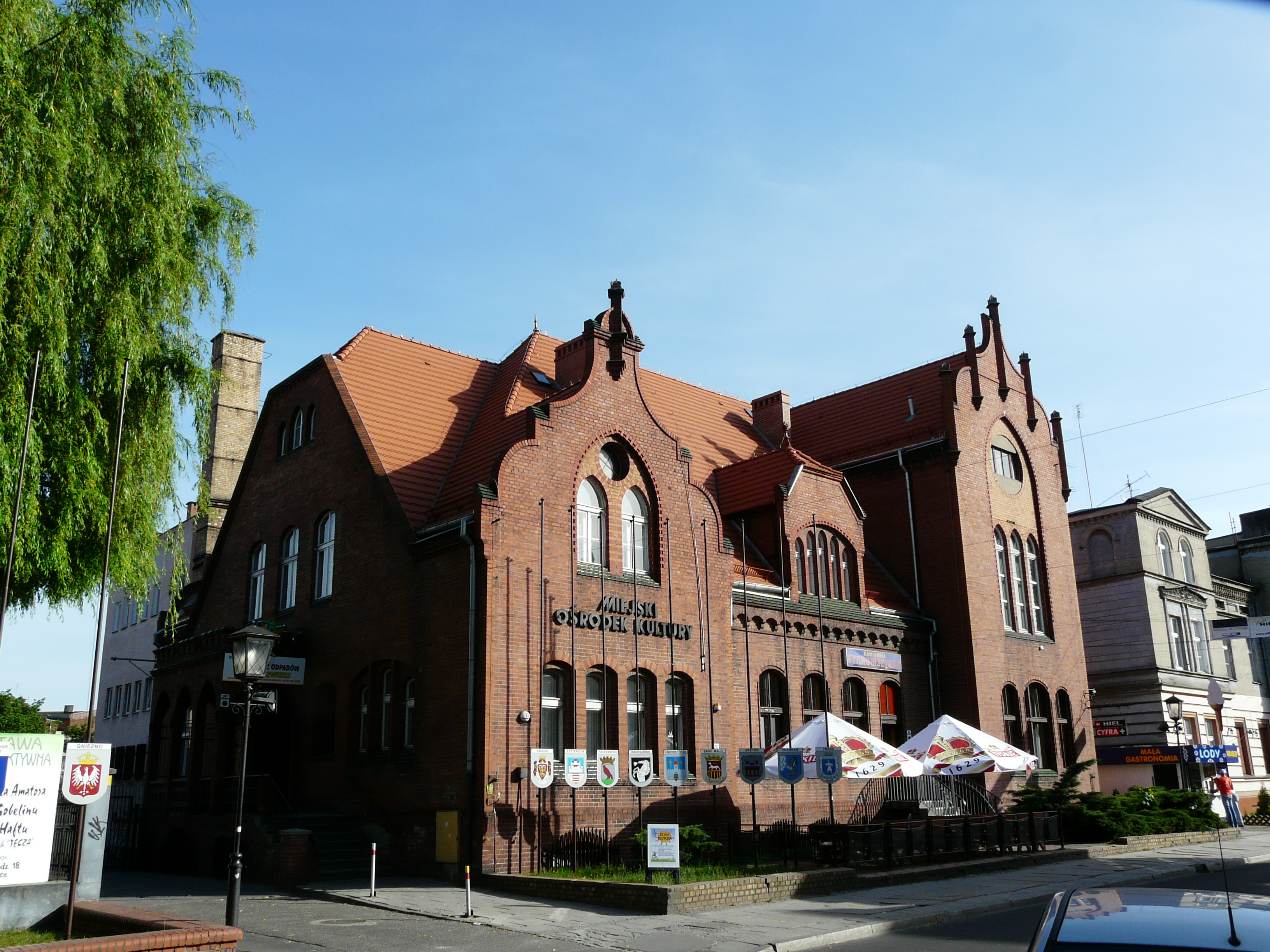
Siedziba GKL w Miejskim Ośrodku Kultury

Gnieźnieński Klub Literacki – klub literacki działający z przerwami od 1977 r. przy Miejskim Ośrodku Kultury im. Klemensa Waberskiego w Gnieźnie, od 2017 r. jego działalność kulturalna objęta jest honorowym patronatem Stowarzyszenia Dziennikarzy Polskich (o. wielkopolski w Poznaniu).

## Geneza
Jeszcze pod koniec lat. 70. XX w. literaturę w Gnieźnie animowali członkowie Grupy Poetyckiej „Drzewo”,  założonej przez Krzysztofa Kuczkowskiego i Krzysztofa Szymoniaka, natomiast pełną aktywność klub osiągnął od 1985 r., gdy wykładowcą warsztatów literackich został Krzysztof Szymoniak. W ocenie poety: Klub Literacki przy Miejskim Ośrodku Kultury w Gnieźnie odrodził się po raz kolejny. Doświadczenia lat minionych, kiedy to członkowie Grupy „Drzewo” prowadzili działalność literacką (rozumianą także jako upowszechnianie, pobudzanie, kształtowanie i pomaganie) wśród gnieźnieńskich licealistów, pozwolą wszystkim zainteresowanym przetrwać razem pod szyldem Klubu być może dłużej niż jeden sezon. (…) Tym razem sprawa jest łatwiejsza, i ciekawsza, bo mamy w rękach coś, dzięki czemu cała praca Klubu zostaje prawie natychmiast udokumentowana. Będą to tomiki Klubu Literackiego, zarezerwowane oczywiście dla uczestników zajęć warsztatowych i spotkań, odbywających się w Miejskim Ośrodku Kultury przynajmniej raz w tygodniu.
W tym samym roku 1985, w ramach klubu, zawiązała się Grupa Poetycka „Pięta”, w której najaktywniej działał Sławomir Kuczkowski, młodszy brat Krzysztofa.
W 1987 r. klub wydał kolejne arkusze, m.in. Coś się zmienia, w którym podsumowywano dziesięciolecie działalności literackiej Gniezna (ogólnopolska impreza literacka „Piastowskie Lato Poezji”, spotkania autorskie, warsztaty).  W tym czasie wyróżniającymi się poetami związanymi z klubem byli m.in. Maciej Krzyżan, Anna Piskurz, Arkadiusz Zakęs, Jarosław Mikołajewicz, późniejszy profesor Uniwersytetu im. Adama Mickiewicza w Poznaniu.  
Klub w 1989 r. wydał arkusze poetyckie m.in. Maciejowi Krzyżanowi, Tomaszowi Wincentemu Rzepie, Krzysztofowi Grzechowiakowi.
W latach 90. XX w. zajęcia w klubie prowadził Sławomir Kuczkowski.
W 2017 r. z inicjatywy Dawida Junga i przy współpracy z Wojciechem Grupińskim, Dariuszem Pilakiem i Jarosławem Mikołajczykiem, reaktywowano działalność klubu, w którym prowadzone są zajęcia m.in. z poetyki, dziennikarstwa kulturowego i recytatorstwa. Klub współorganizuje również wystawy, organizuje spotkania autorskie i wieczory poświęcone poezji. Działalność Gnieźnieńskiego Klubu Literackiego objęta jest patronatem Stowarzyszenia Dziennikarzy Polskich (o. wielkopolski w Poznaniu).

## Ważniejsze publikacje Gnieźnieńskiego Klubu Literackiego
- prowokacja x (red. Krzysztof Szymoniak, wiersze: Krzysztof Pelc, Magdalena Wiśniewska, Sławomir Kuczkowski), Gniezno 1985
- Trzy pokolenia, Gniezno 1986
- Coś się zmienia (opr. K. Szymoniak, wiersze: Emilia Karpińska, Paweł Walasik, Viletta Braciszewska, Grzegorz Lisewski, Beata Jankowska, Wioletta Sobecka, Anna Trzaskawka, Renata Góralczyk, Sławomir Kuczkowski, Arkadiusz Zakęs, Krzysztof Szymoniak), Gniezno 1987
- Właściwe Miejsce (opr. K. Szymoniak, wiersze: Maria Magdalena Walczak, Zbigniew Osmulski, Renata Góralczyk, Marzenna Kaszubiak, Beata Jankowska, Grzegorz Szczeciński, Jarosław Czechowski, Artur Urbański, Viletta Sobecka, Violetta Braciszewska), Gniezno 1987
- Maciej Krzyżan, Próba, (opr. K. Szymoniak), Gniezno 1989
- Tomasz Wincenty Rzepa, Jaśminowe noce (opr. K. Szymoniak), Gniezno 1989
- Krzysztof Grzechowiak, Opis walki, Gniezno 1989